# Ende
Ende (c.950 - c.1000), també anomenada En o Eude. Pintora i religiosa, autora de les cent quinze miniatures que il·lustren el Beatus de Girona, còdex conservat a la catedral de Girona i datat al voltant del 975.

## Artistes-artesanes altmedievals
La monja Ende és considerada pels especialistes com la primera miniaturista de nom conegut a Europa, gràcies a la inscripció que apareix en el colofó del Beatus de Girona: "En depintrix o Ende pintrix et Dei aiutrix. Frater Emeterius et presbiter" (En o Ende pintora i ajudadora de Déu. Fra Emeteri prevere). El text identifica Ende com a pintora i autora de les miniatures que apareixen en el manuscrit.
El cas d'aquesta miniaturista permet constatar que, en el món altmedieval, tot i la prevalença del paper tradicional de la dona com a filla, esposa i mare, trobem exemples de dones que van desenvolupar la seva activitat en l'àmbit cultural i artístic i, en particular, que van dedicar-se a la còpia i il·luminació de manuscrits. La documentació dels segles IX a XI mostra que, majoritàriament, eren dones de classe alta, algunes religioses i d'altres laiques, però amb un estil de vida marcat per la seva pietat i la seva vinculació a la vida espiritual.
En el context català és conegut el cas de Guisla, casada amb Guibert, i la seva filla Alba, documentades a inicis del segle xi al scriptorium de la catedral de Vic, que es reconeixen com a gramàtiques, lletrades i coneixedores del llatí i es dediquen a escriure documents.
Tot i no disposar de gaires dades sobre el context de producció, sembla que el Beatus va ser elaborat al monestir benedictí de Tábara, situat al Regne de Lleó. El text va ser copiat pel clergue Sénior i les miniatures que l'acompanyen són obra del prevere Emeteri, il·luminador d'altres Beatus, i de la monja Ende, que es declara deixeble seva. El treball conjunt d'ambdós religiosos no ha d'estranyar, ja que la regla de sant Benet permetia l'existència de monestirs dobles en què monjos i monges vivien en comunitat i aquesta circumstància afavoria la col·laboració en tasques com la còpia i il·luminació de manuscrits. Tanmateix, alguns d'aquests cenobis van ser presidits per abadesses, que també van dedicar-se a la producció del llibre manuscrit, com ho exemplifiquen Edburga de Thanet, abadessa de Thanet; i Gisela de Chelles, germana de Carlemany i abadessa de Chelles.
En aquest context d'espiritualitat i professió religiosa, moltes dones van construir el que algunes historiadores anomenen els espais de la llibertat; espais on cultivar i desenvolupar la seva espiritualitat i les seves capacitats intel·lectuals gràcies a les biblioteques dels convents, al coneixement de texts antics, teologia… Són aquests espais de relació i de vida comunitària que afavoreixen el desenvolupament de les seves capacitats artístiques.
El cas d'Ende resulta excepcional, ja poques són les obres conservades que van ser signades per les seves autores; una circumstància força comuna en l'Europa altmedieval en què les arts són considerades merament activitats artesanes i en què pocs artistes van deixar el seu nom per a la història. Així, la voluntat de deixar constància de l'autoria d'aquella obra expressa la convicció d'aquestes dones de la importància i qualitat del seu treball i del valor artístic de les seves creacions. Tanmateix, la inscripció deixa palesa la consciència de la transcendència de la seva tasca com ajudadora de Déu (Dei aiutrix) en traslladar en formes i colors les imatges de la divinitat i les visions simbòliques i apocalíptiques dels comentaris de Beat de Liébana.
El reconeixement de l'autoria i del valor de l'obra no resulta un cas aïllat, i així són conegudes en l'àmbit del brodat i els tapissos, el nom de Maria, autora de l'estola de Sant Narcís, conservada a l'església de Sant Feliu de Girona; i el d'Elisava, que signà el penó de Sant Ot de la Seu d'Urgell i que es conserva al Museu del Disseny de Barcelona.

## Les miniatures delBeatusde Girona

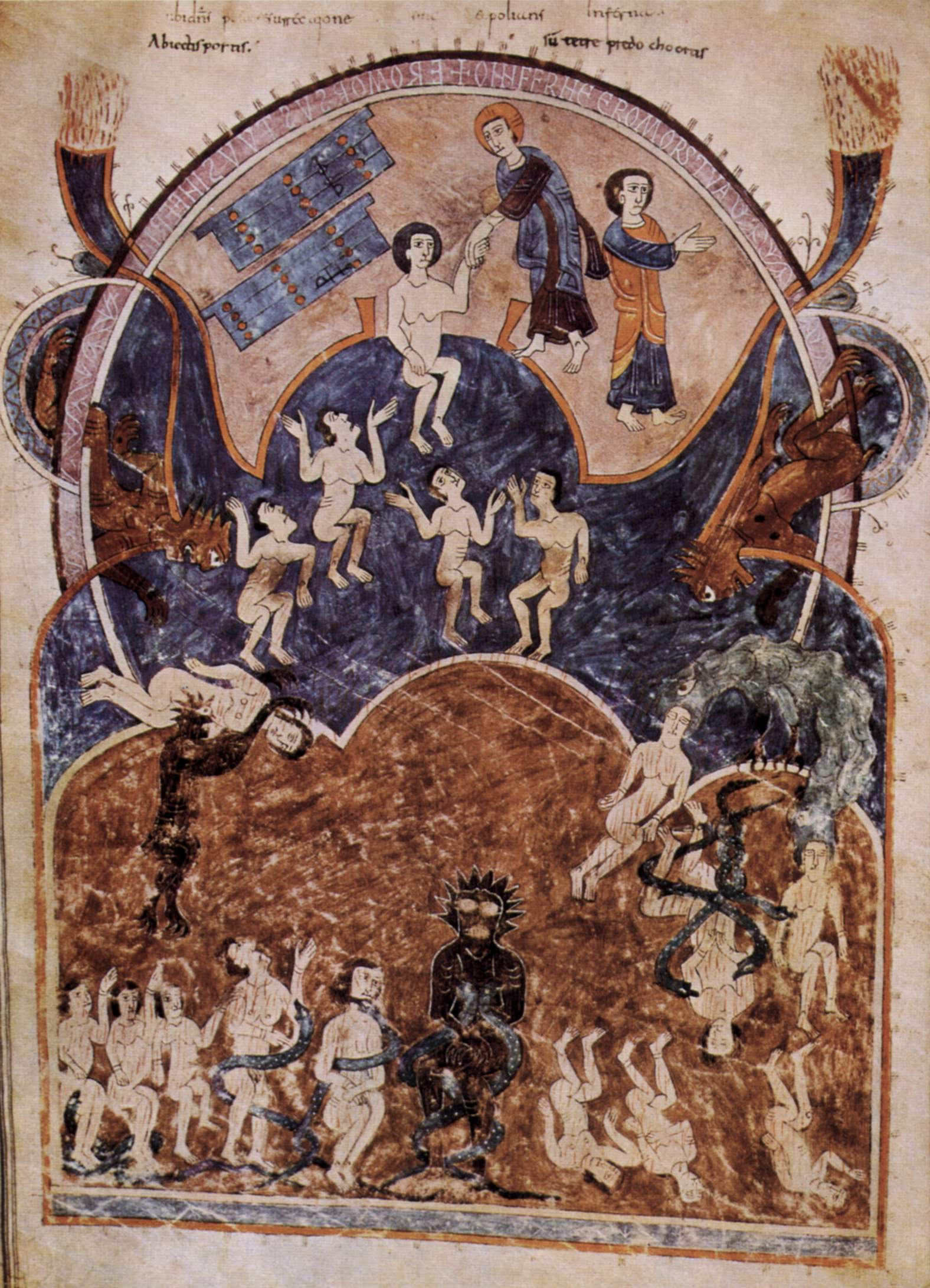
L'últim judici pintat per Ende.

El Beatus de Girona es conserva a la catedral de Girona (Cat.Gir. Ms. 7) i va ser llegat pel cabiscol o xantre de la canònica catedralícia, Juan, a l'església de Santa Maria, segons consta al seu testament, datat el 6 d'octubre del 1078.
El manuscrit va ser elaborat amb vitel·la de qualitat; mesura 405 x 270 mm; conté 284 folis i està escrit en lletra visigòtica a dues columnes. El foli 283v.-284 conté la inscripció que permet identificar els diferents responsables de la seva elaboració: el prevere Senior, escrivà encarregat de la còpia del text del beat de Liébana en lletra visigòtica; la pintora En o Ende, autora de les 115 miniatures, i el frare Emeteri que acredita l'autoria d'Ende. L'exemplar va ser encarregat per l'abat Domingo “D(omi)nicus Abba Fieri Precepit” i probablement va ser copiat al scriptorium del monestir de Tábara o a un dels centres dependents d'aquest monestir mare situat al Regne de Lleó.
Els comentaris a l'Apocalipsi del monjo Beat de Liébana, coneguts popularment com a beats o Beatus, van ser uns dels textos il·luminats més copiats i de gran difusió als diferents regnes peninsulars entre els segles X–XI. Al llarg del temps, es van afegir al text i imatges originals nous textos i miniatures de foli sencer o doble foli, augmentant la complexitat d'aquesta tipologia de llibre. En aquest sentit, la historiografia de l'art ha considerat que el Beat de Girona és un dels exemplars més complexos i el que conté el major nombre d'il·lustracions. Inclou imatges inesperades, des de figures marginals, potser amb algun significat, però de formes atípiques i animals fantàstics sense paral·lel.
A partir de les seves creacions pictòriques, Ende deixa passar a través del seu cos i de les seves mans, la plasmació d'allò diví i transcendent. I les paraules que acompanyen el colofó Dei adiutrix ('ajudadora de Déu') faciliten aquesta lectura sobre la transcendència i el camí per a arribar a Déu a la fi dels temps, en clau femenina. Aquesta visió com a dona és la que, segons Teresa Vinyoles i M. Elisa Varela, podria explicar que les il·lustracions del Beatus de Girona siguin diferents a les d'exemplars atribuïts a miniaturistes masculins. Tanmateix, l'element femení podria donar suport a la valoració de la historiografia més recent, que considera que, dins la família dels Beatus, el de Girona conté un major quantitat de miniatures, utilitza una paleta de colors més variada i presenta una interpretació més personal de certes escenes i passatges.
Una de les imatges més emblemàtiques és la Dona sobre la bèstia vermella (foli 63) del prefaci; una mena de cavall amb cua que acaba amb cap de serp i que porta a la mà el calze de les seves abominacions, que aixeca triomfant. Al costat d'aquesta figura femenina, trobem un arbre esplèndid de copa rodona que remet a paral·lels amb l'art musulmà. Iconogràficament, la idea de la dona cavalcant sobre la bèstia remet a les divinitats femenines de l'antiguitat clàssica com Isis-Sothis, Cíbele, Magna Mater, que apareixen en relleus, segells... durant el temps en què l'Imperi romà es va veure envaït pels cultes orientals.
A nivell estilístic, els historiadors de l'art han destacat l'estil antinaturalista de les imatges i la seva dimensió simbòlica, l'ús de motius ornamentals a vegades molt treballats i refinats, que poden utilitzar com a model altres manuscrits però també teles i relleus en ivori. I també subratllen la conjunció d'elements procedents de diferents tradicions: elements clàssics i elements carolingis, i una marcada presència d'elements i recursos compositius propis de la tradició musulmana.
Tots aquests recursos estilístics i la sèrie de novetats iconogràfiques que per primera vegada s'incorporen a un beatus, fan del Beatus de Girona un dels exemplars més complexos i rics de la tradició.